# Eva Bonheur

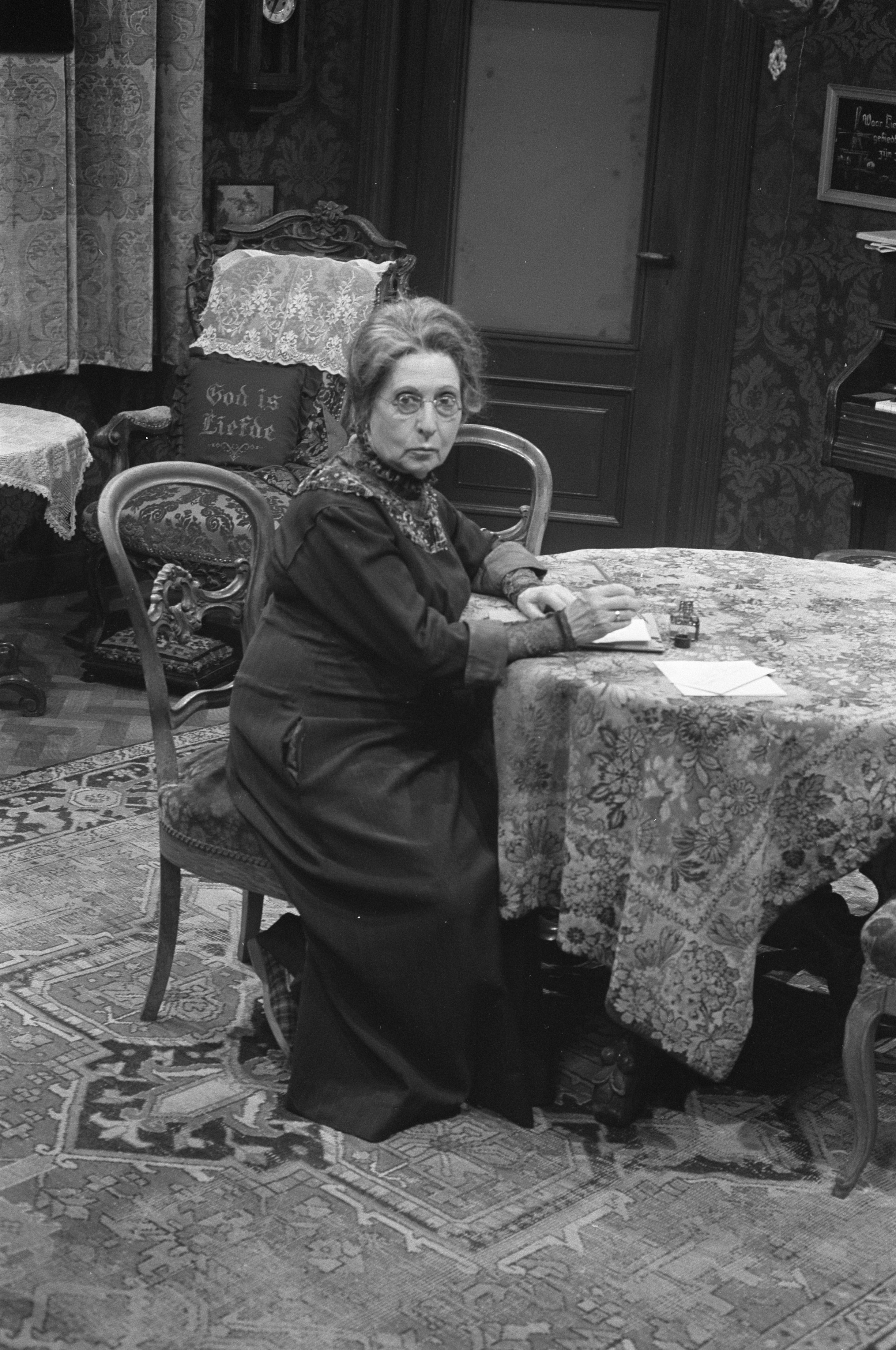
Enny Mols-de Leeuwe als Eva Bonheur in een tv-opvoering in 1972

Eva Bonheur. Genoegelijk tooneelspel in drie bedrijven is een toneelstuk van Herman Heijermans. Het stuk is gedurende de 20ste eeuw honderden malen opgevoerd, en werd vertaald naar het Duits en het Engels. Actrice Esther de Boer-van Rijk (1853-1937) vertolkte de titelrol zeker 700 keer.

## Personages
- Jasper, handelaar in instrumenten en opgezette dieren.
- Mop, zijn vrouw.
- Miep, zijn dochter.
- Eva Bonheur, inwonende bovenbuurvrouw.
- Nanning Storm, musicus.
- Mypel, effectenhandelaar.
- Johannes, bediende bij Jasper.
- Behanger
- Overbuurvrouw

## Synopsis
Eerste bedrijf
Op de benedenverdieping van een pand in een kleine Nederlandse universiteitsstad woont Jasper, een handelaar in instrumenten en opgezette dieren, met zijn vrouw Mop en zijn dochter Miep. De bovenverdieping is verhuurd aan de weduwe Eva Bonheur. Mop heeft op de beurs gespeculeerd, maar de door de makelaar aanbevolen olieaandelen bleken op zwendel gebouwd. Het geldbedrag dat zij hiervoor van Eva had geleend is zij nu kwijt. De verbitterde bovenbuurvrouw is woedend: zij moet en zal het geleende geld met rente terugkrijgen!
Achterbuurman Nanning Storm heeft via de tuintjes kennis gemaakt met Miep, en komt om haar hand vragen. Eva is ontstemd: ze wil niet dat de twee zich verloven voordat zij haar geld terug heeft. Jasper zegt haar dat zij het jonge stel buiten de financiële situatie moet houden, maar Eva luistert niet en schrijft een brief aan haar advocaat.
Tweede bedrijf
Mops verjaardag. Moeder en dochter proberen de financiële problemen verborgen te houden voor Nanning, die in de veronderstelling verkeert dat de familie rijk is. Eva, die het gezin dagenlang heeft geterroriseerd, schijnt een avondje uit te zijn, wat het gezin de ruimte geeft om een verjaardagsdiner voor te bereiden. Nanning regelt wijn, kreeft, druiven en een taart. Dan klinkt er plots een dreun: Eva blijkt tóch thuis, en is gevallen.
Een behanger komt nieuwe vloerbedekking leggen, en ontdekt dat er boven een plank stuk is; men kan door de opening naar beneden kijken. Eva maakt daarvan gretig gebruik. Wanneer ze hoort hoe er tijdens het diner over haar gesproken wordt spoedt ze zich naar beneden, laat blijken dat ze alles gehoord heeft en drinkt een stevig glas mee. Er ontwikkelt zich een ruzie: Eva wil niet geloven dat Nanning al het eten betaald heeft, en meent dat men het van haar geleende geld heeft gekocht. Nanning begrijpt hoe de vork in de steel zit en verlaat het pand.
Miep vertelt haar vader dat zij zwanger is van Nanning, en vreest dat hij niet terugkomt. Jasper probeert haar gerust te stellen, terwijl Mop boven hetzelfde doet bij Eva, die zich met een hamer op haar vingers geslagen heeft.
Derde bedrijf
Het huis is overgeschreven op de naam van Eva, die als nieuwe eigenares het gezin de huur heeft opgezegd. Nanning Storm is na de bewuste avond lang weggebleven, maar verschijnt nu toch. Miep vertelt hem dat haar liefde over is: hij heeft haar alleen gelaten toen ze hem het hardst nodig had. Hij zegt dat hij het goed wil maken en met haar wil trouwen, en dat hij een goedbetaalde baan heeft geregeld in Amerika. Ondanks aandringen van haar moeder, die voor haar een leven als ongehuwde moeder voorziet, weigert Miep met hem mee te gaan. Jasper steunt zijn dochter en verdedigt haar onconventionele besluit in een stevig gesprek met Nanning, die verbolgen weer vertrekt.
Intussen heeft Eva last van ongedierte in haar woning. Bang als ze is voor ratten en muizen raakt ze in paniek, en smeekt haar onderburen om hulp. Ze wordt warm ontvangen, en uit dankbaarheid besluit zij het gezin toch niet de huur op te zeggen.

## Thematiek
In dit stuk maakt Heijermans zijn opvattingen duidelijk over de vrome schijnheiligheid van de godvruchtige, bijbelteksten en tegeltjeswijsheden citerende Eva Bonheur, tegenover het idealisme van de vader des huizes Jasper, die de andere personages steeds weer confronteert met de moreel juiste keuzes. Het titelpersonage Eva Bonheur, een benepen en bange vrouw met wie men ook wel medelijden kan hebben, is echter niet de ware vijand. Dat is de ogenschijnlijk ruimdenkende Nanning Storm, die zich laat kennen als een egoïstische carrièrejager. Tegenover de tot mislukken gedoemde relatie Nanning - Miep wordt het huwelijk gesteld van Jasper en Mop, die elkaar nooit in de steek hebben gelaten, niet toen Jasper invalide werd (aan dit verhaal uit het verleden wordt in de dialoog gerefereerd) en ook niet nu Mop het geld van de familie heeft verspeeld en daardoor de onafhankelijkheid van het gezin in gevaar heeft gebracht. Mieps welbewuste keuze voor een bestaan als ongehuwde moeder (niet gemakkelijk en sociaal ongewenst in de tijd waarin het stuk speelt) laat zien dat Heijermans zelfrespect hoger stelt dan de fatsoensnormen waarvan Eva Bonheur de mond vol heeft.

## Opvoeringsgeschiedenis
1917 (première)
Bij de première in het Grand Théâtre aan de Amstelstraat (Amsterdam) in 1917 werd de rol van Jasper gespeeld door Jan Musch, Miep door Tilly Lus, Nanning Storm door David Jessurun Lobo en Eva Bonheur door Esther de Boer-van Rijk. Die laatste heeft de titelrol daarna ongeveer 700 keer gespeeld, tot kort voor haar dood in 1937.
1957 (Radio)
De VARA-radio zond Eva Bonheur in verkorte vorm (tijdsduur 58 minuten) uit als hoorspel op woensdag 13 februari 1957. De regisseur was Jan C. Hubert. De NPS bracht in 1987 een hermontage.
- Piet te Nuyl sr. (Jasper, handelaar in instrumenten en opgezette dieren)
- Eva Janssen (Mop, zijn vrouw)
- Benita Groenier (Miep, zijn dochter)
- Harry Bronk (Nanning Storm, een musicus)
- Mien van Kerckhoven-Kling (Eva Bonheur, inwonende buurvrouw)
- Sylvain Poons (Mijpel, effektenhandelaar)

1972 (TV)
In 1972 zond de KRO een televisieregistratie uit van het volledige toneelstuk onder regie van Paul Pouwels. Lengte: 103 minuten.
De rolverdeling:
- Ton Lensink - Jasper
- IJda Andrea - Mop
- Agaath Meulenbroek - Miep
- Enny de Leeuwe - Eva Bonheur
- Willem Nijholt - Nanning Storm
- Jan Hundling - Mijpel
- Bab Wijsman - Johannes
- Piet Hendriks - De behanger
- Jaap Binnerts - Decorontwerp
- Marga Langeweg - Kostuum-adviezen

1990 (TV)
In 1990 werd door de NOS een tv-registratie gemaakt van het volledige toneelstuk (tijdsduur 116 minuten) in de regie van Eddy Habbema, met hoofdrollen van:
- Gees Linnebank (Jasper)
- Rick Nicolet (Mop)
- Mijs Heesen (Miep)
- Rik Launspach (Nanning Storm)
- Edda Barends (Eva Bonheur)
- IJf Blokker (Mijpel).